# Clásico de Occidente
El partido disputado por los clubes Municipal Grecia y la AD Ramonense de la Segunda División de Costa Rica, es considerado el Clásico de Occidente.
Popularmente Municipal Grecia es conocido como el equipo griego, su sede es en el cantón de Grecia de la Provincia de Alajuela y Ramonense del cantón de San Ramón, ambos cantones son vecinos y se ubican al occidente del país, de ahí el nombre a Clásico de Occidente.

## Finales disputadas entre Ramonense - Grecia

### Final Segunda División 2008
En el año 2007 jugaron la final de Segunda División, esto debido a que el Municipal Grecia había quedado campeón del Torneo de Apertura 2007 y Ramonense el Clausura 2008. Ramonense ganó en la tanda de penales y obtuvo el ascenso a la Primera División.

## Estadísticas
- Actualizado al último clásico el 04 de noviembre de 2012.

| Torneo          | PJ | GG | E | GR | GolG | GolR |
| --------------- | -- | -- | - | -- | ---- | ---- |
| Liga de Ascenso | 32 | 9  | 8 | 15 | 45   | 55   |
| TOTALES         | 32 | 9  | 8 | 15 | 45   | 55   |

| PJ: Partidos jugados     |
| GG: Ganador Grecia       |
| GR: Ganador Ramonense    |
| E: Empate                |
| GolG: Goles de Grecia    |
| GolR: Goles de Ramonense |

Finales disputadas
- Ganadas por Municipal Grecia: Ninguna
- Ganadas por Ramonense: 2007-2008